# Selišće Sunjsko
Selišće Sunjsko is een plaats in de gemeente Sunja in de Kroatische provincie Sisak-Moslavina. De plaats telt 77 inwoners (2001).